# Katrin Schlösser

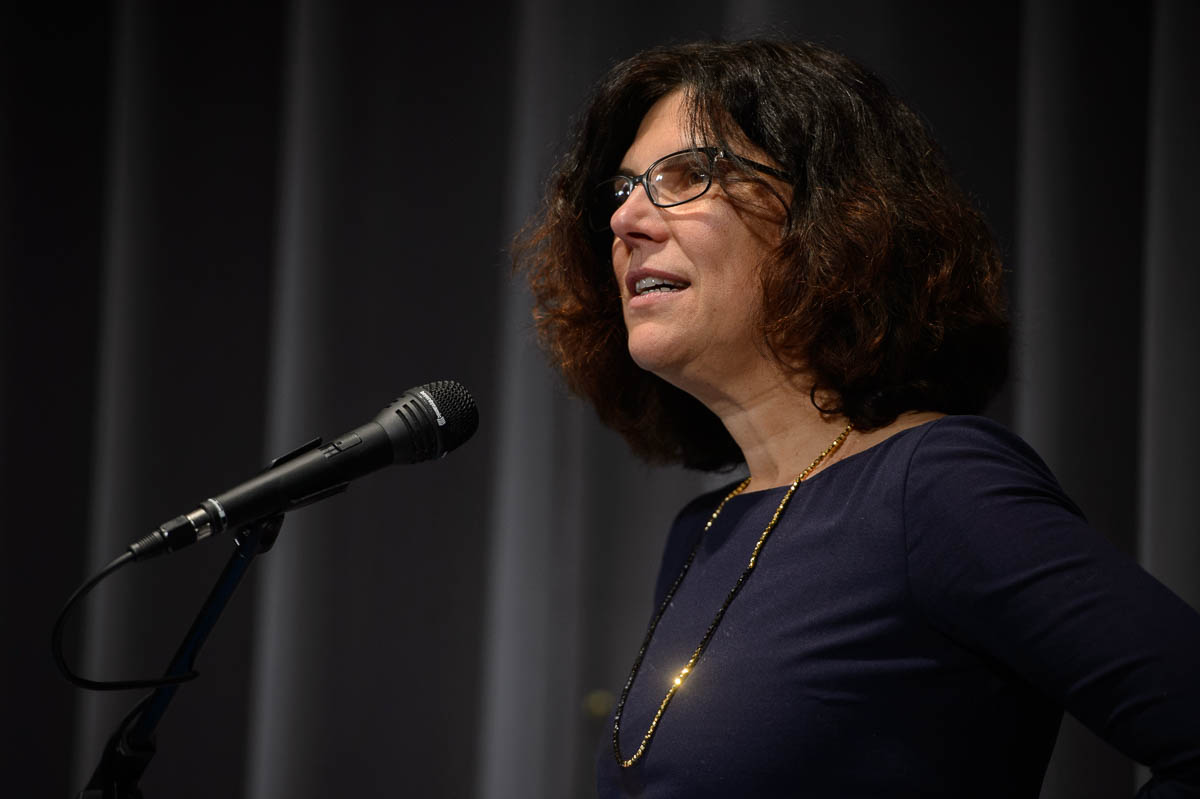
Katrin Schlösser bei der Verleihung des Friedensfilmpreises 2015

Katrin Schlösser (* 23. Mai 1965 in Leipzig) ist eine deutsche Filmproduzentin und Professorin an der Kunsthochschule für Medien Köln.

## Leben
Schlösser schloss ihre Berufsausbildung mit Abitur (Facharbeiterin Maschinenbau) 1982 ab. Nach einem Volontariat und Aufnahmeleitung im Deutschen Fernsehfunk studierte sie von 1984 bis 1988 Film- und Fernsehwirtschaft an der Hochschule für Film und Fernsehen „Konrad Wolf“ in Babelsberg. Ihre Diplomarbeit schrieb sie über den Dokumentarfilmer Volker Koepp. Nach Studienabschluss war sie als Aufnahmeleiterin im Deutschen Fernsehfunk und im DEFA-Dokumentarfilmstudio tätig und machte 1990 ein Praktikum bei der Produzentin Renée Gundelach.
1990 gründete Katrin Schlösser gemeinsam mit Frank Löprich die öFilm-Produktionsfirma. Gemeinsam produzierten sie zahlreiche Dokumentar- und Spielfilme. Seit 2007 ist Katrin Schlösser Professorin für kreative Film- und Fernsehproduktion an der Kunsthochschule für Medien Köln. Seit 2019 ist sie gewählte Vorsitzende des Stiftungsrats der DEFA-Stiftung.
Schlösser ist mit dem österreichischen Schriftsteller Lukas Lessing verheiratet. Sie leben an zwei Wohnsitzen im Südburgenland bzw. Berlin.

## Filmografie (Auswahl)
- 1992: Langer Gang (Produzentin)
- 1992: Stau – Jetzt geht’s los (Produzentin)
- 1993: Die Wismut (Produzentin)
- 1994: Bahnhof Brest (Produzentin)
- 1994: Oben – Unten (Produzentin)
- 1995: Neben der Zeit (Produzentin)
- 1996: Mutter und Sohn (Ko-Produzentin)
- 1996: A tickle in the heart (Ko-Produzentin)
- 1997: Barluschke (Produzentin)
- 1998: Lichter aus dem Hintergrund (Produzentin)
- 1999: Sonnenallee (Ko-Produzentin)
- 1999: Wege in die Nacht (Produzentin)
- 2000: Neustadt (Stau – Der Stand der Dinge) (Produzentin)
- 2002 Graslöwen (Produzentin)
- 2002: Auf demselben Planeten (Produzentin)
- 2002: Befreite Zone (Produzentin)
- 2003: Jargo (Produzentin)
- 2004: Silver Girls (Produzentin)
- 2004: Kommune der Seligen (Produzentin)
- 2005: Montag kommen die Fenster (Produzentin)
- 2006: Mein Tod ist nicht dein Tod (Produzentin)
- 2006: Stellmichein! (Produzentin)
- 2006: Sommer ’04 (Produzentin)
- 2007: Karger (Produzentin)
- 2007: Du bist nicht allein (Produzentin)
- 2007: Kinder. Wie die Zeit vergeht (Ko-Produzentin)
- 2010: Die kommenden Tage (Kreativ-Produzentin)
- 2011: Schlafkrankheit (Ko-Produzentin)
- 2013: Westen (Ko-Produzentin)
- 2015: Babai (Associate Producer)
- 2018: In my Room (Ko-Produzentin)
- 2019: Szenen meiner Ehe. Dokumentarfilm (Regie, Darstellerin)[6]
- 2024: Besuch im Bubenland (Regie)